# Iheb Msakni
Pour les articles homonymes, voir Msakni.
Iheb Msakni, né le 13 juillet 1988 à Tunis, est un footballeur international tunisien qui évolue au poste de milieu offensif et relayeur entre 2008 et 2023. À part une saison à Al Ahed Beyrouth, il a toujours joué pour des clubs tunisiens.
Il est le frère du footballeur international Youssef Msakni.

## Biographie

### Clubs
Iheb Msakni commence sa carrière professionnelle en 2008-2009, dans les rangs du Stade tunisien, où il joue 17 matchs lors de cette saison et réussit à marquer une fois, le 23 août 2008, lors d'un match à domicile contre l'Avenir sportif de La Marsa. Il est ensuite prêté durant une saison au El Gawafel sportives de Gafsa, où il joue un total de quatorze matchs et marque quatre buts.
En janvier 2012, il est transféré pour trois ans et demi à l'Espérance sportive de Tunis (EST). Il joue son premier match sous les couleurs de l'EST le 11 février 2012 contre l'Espérance sportive de Zarzis.
Le 20 septembre 2014, il signe en faveur du club libanais d'Al Ahed Beyrouth, où il remporte le championnat. Le 1er juillet 2015, il revient en Tunisie pour signer un contrat de trois ans avec l'Étoile sportive du Sahel.

### Équipe nationale
Il reçoit sa première convocation en sélection nationale en vue d'un match amical contre la Centrafrique le 29 mai 2011. Lors de ce match, il provoque un penalty à la 30e minute, tiré par Oussama Darragi.

## Palmarès
- Championnat de Tunisie (4) :
  - 2012 et 2014 avec l'Espérance sportive de Tunis
  - 2016 et 2023 avec l'Étoile sportive du Sahel
- Coupe de Tunisie (1) :
  - 2015 avec l'Étoile sportive du Sahel
  - Finaliste en 2018 et 2019 avec l'Étoile sportive du Sahel
- Championnat du Liban (1) :
  - 2015 avec Al Ahed Beyrouth
- Coupe de la confédération (1) :
  - 2015 avec l'Étoile sportive du Sahel
- Coupe arabe des clubs champions (1) :
  - 2019 avec l'Étoile sportive du Sahel
- Supercoupe de la CAF (0) : 
  - Finaliste en 2016 avec l'Étoile sportive du Sahel